# 14008 Toniscarmato
A 14008 Toniscarmato (ideiglenes jelöléssel (14008) 1993 TD17) a Naprendszer kisbolygóövében található aszteroida. Eric Walter Elst fedezte fel 1993. október 9-én.

## Kapcsolódó szócikk
- Kisbolygók listája (14001–14500)